# Oskar Schürer
Oskar Schürer (22. října 1892 Augsburg – 29. dubna 1949 Heidelberg) byl německý historik umění, univerzitní profesor a spisovatel píšící o uměleckých památkách Prahy, Chebu a Spiše, otec české tanečnice a choreografky Evy Kröschlové.

## Život
Oskar Schürer se narodil v Augsburgu, v protestantské rodině jako syn továrníka Oskara Schürera a jeho manželky Emmy Rensing-Mühlstephanové. Po maturitě vystudoval dějiny umění, filozofii a architekturu na univerzitách v Mnichově, Berlíně, v Marburgu an der Lahn a ve Freiburgu im Breisgau. Studia přerušila jeho vojenská služba za první světové války.
Pak pokračoval ve studiu ve Freiburgu, Mnichově a v Drážďanech. Roku 1920 získal doktorát na univerzitě v Marburgu u prof. Richarda Hamanna. Odjel do Prahy a nadšen jejími uměleckými památkami, zůstal zde až do roku 1932. Od roku 1922 psal recenze, eseje a spisy.
V roce 1924 se Schürer oženil s českou tanečnicí Jarmilou Kröschelovou (1893–1983), pátou ze šesti dcer pražského obchodníka Aloise Kröschela a jeho manželky Boženy Marešové. Jarmila byla průkopnicí nových forem expresivního výrazového tance, pod vlivem Isadory Duncanové. Narodila se jim dcera Eva Kröschlová (1926–2019), tanečnice a choreografka. V Praze Schürer napsal tři stěžejní práce své kariéry, všechny o památkách.
Oskar Schürer se habilitoval v roce 1932 na univerzitě v Halle-Wittenbergu prací o Paulu Franklovi. Přednášel jako soukromý docent, dále byl roku 1939 jmenován profesorem na univerzitě v Mnichově, kde přednášel do roku 1942. Po rozvodu prvního manželství se v květnu 1939 oženil se svou studentkou Elisabeth von Witzlebenovou. 1. října 1942 nastoupil na Vysokou technickou školu v Darmstadtu jako docent a následujícího roku profesor dějin umění. Nebyl členem NSDAP, proto se nikdy nedočkal plného uznání. Obvinění z kolaborace se mu po skončení války podařilo odvrátit.
Zemřel 29. dubna 1949 v Heidelbergu. Jeho rukopisy jsou uloženy v literárním archivu města Mnichov.

## Výběr z publikací
- Prag. Kultur. Kunst. Geschichte.  Berlín a Lipsko 1930, 1935, 1939, 1941, 1944 (ve své době nejoblíbenější kniha, popularizující v německém prostředí pražskou kulturu a umění).
- Die Doppelkapelle der Kaiserpfalz in Eger. Eger 1929
- Geschichte der Burg und Pfalz in Eger. Mnichov 1934 (dvě práce o významu románského hradu v Chebu a jeho patrové kaple)
- Deutsche Kunst in der Zips.Brno 1938 (Německé umění na Spiši – práce zatížena velkoněmeckou ideologií)